# Vladimir Danilevitj
Vladimir Danilevitj (russisk: Владимир Петрович Данилевич) (født 4. september 1924 i Moskva i Sovjetunionen, død 9. oktober 2001 i Moskva i Rusland) var en sovjetisk filminstruktør og manuskriptforfatter.

## Filmografi
- Podi tuda, ne znaju kuda (Поди́ туда́, не зна́ю куда́, 1966)[1][2]